# Ajou University
Ajou University (kor. 아주대학교) – południowokoreańska prywatna uczelnia wyższa.

## Historia
Poprzednikiem uniwersytetu był College Techniczny Ajou (The Ajou Engineering Junior College), założony w 1973 roku na podstawie umowy zawartej dwa lata wcześniej pomiędzy Koreą Południową, a Francją. W pierwszym roku funkcjonowania college przyjął 280 studentów, którzy kształcili się na czterech wydziałach: Inżynierii Elektronicznej, Mechaniki Precyzyjnej, Inżynierii Chemicznej Fermentacji oraz Zarządzania w Przemyśle.
College Ajou został przejęty przez Instytut Deawoo, założony  w 1977 roku przez Kima Woo-choonga, założyciela i prezesa czebola Daewoo, u. W 1981 roku college uzyskał rangę uniwersytetu i przyjął nazwę Ajou University. Początkowo składał się z trzech kolegiów: Inżynierii, Zarządzania i Humanistycznego oraz dziesięciu wydziałów. W 1985 roku utworzono Kolegium Nauk Społecznych, dwa lata później z Kolegium Humanistycznego wydzielono Kolegium Nauk Przyrodniczych, a w 1988 utworzono Kolegium Medyczne. W 1994 roku uruchomiono szpital uniwersytecki.    

## Struktura organizacyjna
W ramach uczelni funkcjonują następujące jednostki:
- Kolegium Zarządzania
- Kolegium Inżynierii
- Kolegium Humanistyczne
- Kolegium Technologii Informacyjnych
- Kolegium Studiów Międzynarodowych
- Kolegium Prawa
- Kolegium Medycyny
- Kolegium Nauk Przyrodniczych
- Kolegium Pielęgniarstwa
- Kolegium Farmacji
- Kolegium Nauk Społecznych
- Kolegium Uniwersyteckie